# Sternwarte Wiesbaden
Die Sternwarte Wiesbaden ist eine Schul- und Volkssternwarte, die von einem amateurastronomischen Verein – der Astronomischen Gesellschaft Urania e. V. Wiesbaden – betrieben wird. Das Sternwartengebäude befindet sich auf der Martin-Niemöller-Schule in der Bierstadter Straße 47 in Wiesbaden.

## Geschichte
Ursprünglich war die Sternwarte in der Oranienschule im Stadtzentrum untergebracht, die dort schon seit Anfang des 20. Jahrhunderts existierte. Im Jahre 1976 zog man in das neue Sternwartengebäude auf der Anhöhe in die Bierstadter Straße um, dessen Lage deutlich bessere Beobachtungsbedingungen bietet. Die Sternwarte besteht aus einem Beobachtungs- und einem Vortragsraum und wurde 1994 durch ein zusätzliches Gebäude mit Beobachtungs- und Lagerräumen ergänzt.
Die Sternwarte Wiesbaden bietet regelmäßig öffentliche Himmelsbeobachtungen, Vorträge und Kurse an. Zusätzlich findet einmal jährlich eine Astronomische Woche statt.

## Instrumente
Das Hauptinstrument ist ein apochromatischer Hochleistungsrefraktor mit 206 mm Öffnung und 1,6 m Brennweite. Des Weiteren stehen ein Refraktor mit 120 mm Öffnung und 1800 mm Brennweite, ein Maksutov-Spiegelteleskop mit 300 mm Öffnung und 4800 mm Brennweite sowie kleinere Fernrohre zur Beobachtung zur Verfügung und ein Großfernglas mit 2 × 125 mm Öffnung und 25–75-facher Vergrößerung.